# P/2011 JB15 (Spacewatch-Boattini)
P/2011 JB15 (Spacewatch-Boattini) — одна з короткоперіодичних комет родини Юпітера. Комета була відкрита 8 і 28 травня 2011 року, коли мала 19.6m і 19.1 m.